# Ланґховде
Ланґховде (англ. Langhovde Glacier) — льодовик в східній частині масиву Ланґховде, що пропливає між затоками Ховде та Лютцов-Холм. Він був нанесений на карту після досліджень і аерофотознімання під час Японської антарктичної дослідницької експедиції у 1957 — 62 рр. і названий на честь однойменного масиву через його близькість.
В період з 2000 по 2013 рік на поверхні льодовика Ланґховде утворилося 8000 озер. Водойми з талою водою можуть серйозно порушити стабільність льодовика.